# Список музеїв Мюнхена

## Художні музеї
- Античне зібрання — Staatliche Antikensammlungen
- Археологічне зібрання — Archäologische Staatssammlung
- Архітектурний музей Технічного університету — Architekurmuseum der Technischen Universität München
- Баварський національний музей — Bayerisches Nationalmuseum
- Музей Брандхорста — Museum Brandhorst
- Гліптотека — Glyptothek
- Міський музей — Münchner Stadtmuseum (з музеями кіно, фотографії, моди, музичних інструментів, ляльок)
- Графічне зібрання — Staatliche Graphische Sammlung
- Музей єгипетського мистецтва — Staatliches Museum Ägyptischer Kunst
- Будинок мистецтва — Haus der Kunst
- Будинок Ленбаха — Lenbachhaus
- Зібрання монет — Staatliche Münzsammlung
- Музей народознавства — Staatliches Museum für Völkerkunde
- Нове зібрання — Die Neue Sammlung
- Музей копій класичної скульптури — Museum für Abgüsse Klassischer Bildwerke
- Нова пінакотека — Neue Pinakothek
- Пінакотека сучасності — Pinakothek der Moderne
- Стара пінакотека — Alte Pinakothek
- Резиденція — Münchner Residenz
- Музей порцеляни — Porzellanmuseum
- Галерея Шака — Schackgalerie
- Віла Штука — Villa Stuck
- Виставковий зал Hypo-Kulturstiftung — Kunsthalle der Hypo-Kulturstiftung

## Технічні музеї
- Галерея BMW — BMW-Galerie
- Музей BMW — BMW-Museum
- Музей MVG — MVG Museum
- Німецький музей — Deutsches Museum
- Сіменс-форум — SiemensForum München (з 2012 року як музей не функціонує)
- Музей лічильників — Zählermuseum

## Науково-природничі музеї
- Альпійський музей — Alpines Museum in München
- Антропологічна колекція — Anthropologische Staatssammlung
- Ботанічне зібрання — Botanische Staatssammlung
- Геологічний музей — Geologisches Museum München
- Зоологічна колекція — Zoologische Staatssamlung
- Імперія кристалів — Museum Reich der Kristalle
- Палеонтологічний музей — Paläontologisches Museum
- Музей «Людина і природа» — Museum Mensch und Natur

## Музеї історії і культури
- Єврейський музей — Jüdisches Museum München
- Музей іграшок — Spielzeugmuseum
- Музей Карла Валентина — Valentin-Musäum
- Музей картоплі — Kartoffelmuseum
- Музей мисливства і рибальства — Deutsches Jagd- und Fischereimuseum
- Музей пива і Октоберфеста — Bier- und Oktoberfestmuseum
- Музей театру — Deutsches Theatermuseum

## Ресурси Інтернету
- Список музеїв Мюнхена